# Wendelstein (település)
Wendelstein település Németországban, azon belül Bajorországban. Lakosainak száma 16 247 fő (2023. december 31.).

## Népesség
A település népessége az elmúlt években az alábbi módon változott:
| Lakosok száma | 9754 | 5426 | 15 555 | 15 596 | 15 648 | 15 699 | 15 788 | 15 833 | 16 089 | 16 247 |
|               | 1970 | 1975 | 2011   | 2012   | 2014   | 2015   | 2017   | 2019   | 2022   | 2023   |